# Mètode Freinet

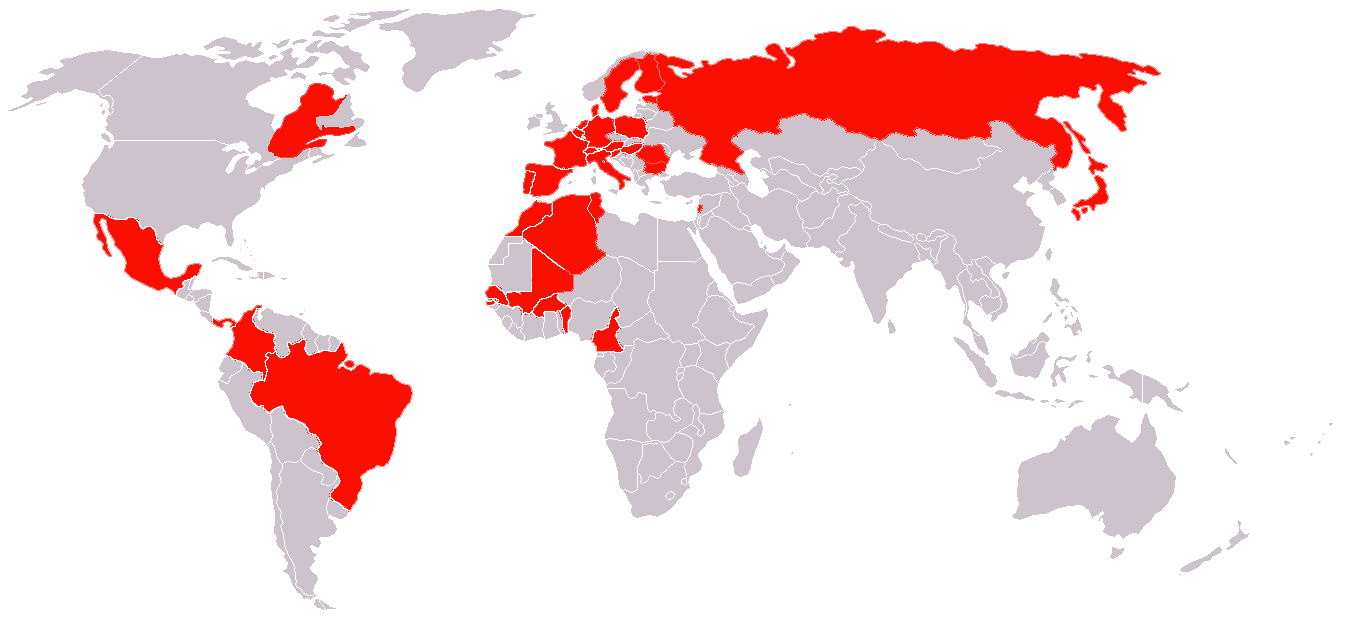
Expansió del Mètode Freinet (Escola Moderna) per la FIMEM

El Mètode Freinet, que engloba diferents tècniques, apareix en un moment històric que requereix una nova educació: els temps estan canviant i la societat evoluciona. Les tècniques, elaborades i desenvolupades per Célestin Freinet, donen solucions que realment funcionen (han estat provades per moltes escoles). La seva obra connecta amb les inquietuds ciutadanes i públiques del socialisme i el laïcisme, ja que el mateix Freinet es declarà d'ideologia marxista. Creu que mitjançant l'educació es poden combatre les desigualtats i es lluita a favor de la inclusió social.
Les tècniques s'emmarquen dins d'un ensenyament progressista i el seu objectiu és el de superar l'escola tradicional en diferents aspectes no funcionals. Destaca la importància de les necessitats i inquietuds dels nens i nenes, que estan lligades al context i la realitat, i cal que es treballin utilitzant mètodes moderns: la impremta escolar, el text lliure, el diari escolar i la correspondència interescolar.
Aquestes tècniques són eficients sempre que es facin en conjunt amb professorat, alumnat i famílies. Aconsegueixen formar els i les alumnes per la vida: adquireixen la capacitat de prendre decisions, poden preveure esdeveniments futurs i adquireixen cultura; és a dir, saben reflexionar, llegir i jutjar; es vol evitar la separació entre escola i vida.
La innovació es basa en el tempteig experimental, que és la posada en pràctica de conceptes que després es treballen teòricament, per tal de veure una aplicació en la vida real. Per això cal cultivar les intel·ligències manuals, artístiques, científiques, etc. de forma pràctica, no només teòrica. Aquest concepte es relaciona amb l'Escola Viva (principal característica de les escoles Freinet), que és la continuació natural de la vida de família, del poble i del medi i entorn.
A grans trets, la Pedagogia Freinet es basa en una sèrie d'eines i tècniques que fomenten l'exercici de la llibertat dels i les alumnes i els forma en riquesa cultural, esperit crític i cooperació. És important també el tema de la democratització, que tota institució educativa permeti les mateixes oportunitats per a tothom.
Freinet volia posar en pràctica una pedagogia del sentit comú on es complementaven “tècnica i ciència” i “senzillesa i bon sentit”. Aquesta, es diferenciava de la que dona prioritat al professorat; abans que a l'alumnat, el qual presenta uns continguts ineludibles. A la Pedagogia Freinet, els i les alumnes segueixen la idea de l'auto-disciplina, intentant descobrir coneixement per si mateixos, sense cap límit i amb continguts variats: és visible la voluntat d'aprendre i la col·laboració amb la resta de companys i companyes: el que sap comparteix i el que no sap pot sentir-se lliure per preguntar i aprendre.
En nombroses ocasions, s'han especificat quatre eixos de la Pedagogia Freinet (Elías, 2001, p. 40): la cooperació, la comunicació, la documentació i l'afectivitat. Cooperar és la construcció social i col·laborativa del coneixement i les pràctiques de l'escola; la comunicació és l'acció de compartir tot allò que s'ha après amb els companys i les companyes i tota la comunitat; documentar és enregistrar els descobriments amb l'objectiu de la lliure expressió i l'afectivitat és la part emocional i solidària que uneix les persones i que s'expressa mitjançant una paraula de confort.
En definitiva, defensa la creació d'escoles que se centrin en els i les alumnes i el seu contacte amb la naturalesa (paidocentrisme) i no en els i les mestres (magistrocentrisme), una ensenyança basada en l'aprenentatge i l'adquisició de coneixements que formin com a persones (i no en l'adoctrinament) i la cooperació i la solidaritat entre companys i companyes (i no l'individualisme).
Gran part de l'èxit que va tenir el Mètode Freinet es deu al fet que Freinet va aconseguir mobilitzar un gran nombre de professionals gràcies a La Gerbe, que era una revista cooperativa fundada per ell i tres companys més l'any 1927, entre els quals hi havia Adolphe Ferrière. La Gerbe es dedicava a produir textos per nens i nenes, butlletins, circulars, etc. A part, en l'àmbit nacional també va fundar la Coopérative de l'enseignement laïc (CEL), principal òrgan de suport de totes les escoles Freinet i dels seus professors i professores, com per exemple la senyora Belperron (d'un poble de Jura), J. i L. Bourdarias (de Moustoulat de Monceaux-Sur-Dordogne) o M. Deleam (d'Ardenas).
La frase que millor resumeix el Mètode Freinet és la següent: “No formem un home prefabricat sinó homes vius i dinàmics”

## Origen i evolució

### Primers avenços

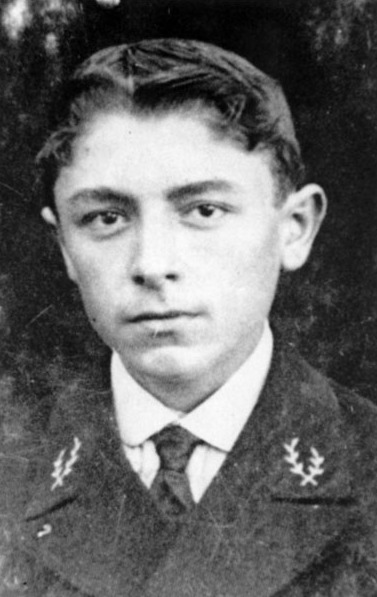
Freinet mobilitzat al front de Verdún (1914).

Célestin Freinet va ser un ferit de guerra de la I Guerra Mundial, fet que li va causar dificultats a l'hora de parlar durant períodes llargs. Això va fer que introduís canvis en el funcionament de l'aula. El primer canvi va ser el dels passeigs pel camp; es va adonar que l'interès del o la alumne/a sí que estava fora de l'aula però no dins, amb els quals va comprovar que despertaven motivació i curiositat als i les alumnes. L'educadora Rosa Whitaker Sampaio va aplicar aquesta tècnica a uns i unes alumnes de primària, en un parc. En acabar l'activitat, havien de portar algun element que hagués representat i, a la vegada, valorés aquella estada sense ferir la natura pròpia.
El pedagog també va afegir uns tallers tèxtils i de fusteria dins l'aula i va eliminar la tarima. Com que la natura era una font de curiositat i interès, sorgiren els primers textos lliures basats en aquesta. A més, per conservar aquests textos, pensà en l'empremta escolar.
Amb la publicació del seu primer llibre, sobre l'empremta escolar, es va iniciar la constitució d'un moviment pedagògic de mestres: la Cooperativa de la Enseñanza Laica (CEL), que es dedicava a provar i difondre les noves tècniques educatives. El principal canal de difusió eren les revistes educatives però també se celebraven congressos anuals i es realitzaven activitats de formació de mestres.
A la segona escola on va treballar es va topar amb l'oposició dels sectors més conservadors, això va fer que ell i la seva dona Élise Freinet dimitissin de l'ensenyament públic i creessin una escola privada però amb moltes semblances a la pública: era l'escola de Vence. Aquesta escola va permetre a Freinet el desenvolupament i millora de les seves idees. Els viatges de Freinet i les seves conferències per diferents països van procurar l'expansió del mètode.

### Consolidació del moviment
Després de la II Guerra Mundial i d'haver estat a un camp de concentració, el moviment Freinet va quedar destrossat perquè Célestin Freinet s'havia posicionat contra el feixisme. El 1947 va poder reobrir l'Escola Freinet de Vence i en les dues dècades següents el moviment es va tornar a consolidar i a estendre's internacionalment.
Quant als àmbits geogràfics de l'expansió del Moviment, hi predominen els països europeus com Bèlgica, Dinamarca, Alemanya, Polònia, la Unió Soviètica o el Regne Unit, que s'hi van adherir en el període d'entreguerres. Després de la II Guerra Mundial, va aparèixer a Alemanya, Itàlia, Portugal i Espanya. En el cas d'Espanya, el mètode Freinet ja es començava a desenvolupar durant la II República però es va veure interromput per la Guerra Civil i la dictadura franquista.
Destacar la creació de la revista L'Éducateur Prolétarien, la qual es va publicar amb regularitat des del 1930 fins al 1932 comptant amb Célestin Freinet com a director, a més dels professors més compromesos amb una transformació de l'escola, en un context sociopolític indefinit.
Freinet entenia que "la característica essencial del nostre moviment pedagògic és ser un moviment de masses" (Freinet, 1935, p. 136). Un dels seus objectius principals va ser defensar les conquestes populars i l'escola laica enfront del feixisme. A més, el mètode Freinet està en contra de la transmissió passiva i hipòcrita en l'escola pública de la moral i ideològica de la classe en el poder; es tracta de formar als i les joves que han de lluitar per aconseguir la democràcia proletària.
Durant la transició democràtica es va començar a fer servir aquesta pedagogia, va suposar una gran transformació tant dins com fora de l'aula i a més de la millora de les comunitats d'aprenentatge i dels barris.
A causa de les crítiques rebudes sobre la comercialitat de la seva pedagogia durant el congrés del 1948 a Dijon, Freinet va decidir fundar el Instituto Cooperativo de la Escuela Moderna (ICEM) aquell mateix any; un organisme d'investigació i experimentació que dirigiria el moviment Freinet.
L'any 1950 es va acabar amb l'estancament pedagògic internacional de les dues dècades anteriors, mitjançant la presentació de la Carta de la Escuela Moderna on es trobaven els fonaments filosòfics i pedagògics del moviment Freinet. També es va crear la primera associació italiana, la Cooperativa de la tipografía en la escuela (CTS) [posteriorment Movimiento de Cooperacion Educativa (MCE)]; encara que les relacions entre aquesta i Freinet no van ser fàcils per diferir en diversos criteris.
La creixent expansió internacional del mètode va suposar la creació d'un nou organisme: la Federación Internacional de Movimientos de la Escuela Moderna (FIMEM); el primer congrés d'aquest va rebre a 200 professors de deu països diferents. Aquesta organització va formar part de l'origen dels Rencontres Internationales des Educateurs Freinet (RIDEF). El 1959 es va establir la col·laboració entre el moviment de l'Escola Moderna i l'OCCE (l'Oficina Central de Cooperació a l'Escola) presidits, respectivament, per Freinet i Georges Prévot.
Un exemple de la popularitat del mètode Freinet el trobem en el cas de Rosa Whitaker Sampaio, una educadora del Brasil que, sense saber-ho, estava aplicant les diferents tècniques en la seva acció educativa. Va rebre un premi per l'obra “Pau-Guerra” que és un recull d'escrits i il·lustracions lliures fet pel seu alumnat d'entre 6 i 10 anys. A la recollida del premi, Michel Launay es va interessar pel seu mètode i la va convidar a assistir a un curs sobre el Mètode Freinet. Va ser llavors quan Rosa Whitaker va endinsar-se plenament en el Moviment i el va estendre pel Brasil juntament amb altres professionals.
Freinet va proposar crear la Asociación para la Modernización de la Escuela (AME) i una Sociedad Protectora de Niños, encara que tot va quedar com a suggeriment. El 1960 es van substituir els antics quaderns per uns llibrets més extensos editats sota el nom de la Biblioteca de la Escuela Moderna (BEM).
A la dècada dels 60 va tenir lloc la creació de noves revistes que tenien com a objectiu la divulgació de les tècniques Freinet: L'Educateur Second Degré i L'Educateur Technologique, Premier Degré. En el congrés del 1962 es va aprovar que la pedagogia de Freinet, amb altres propostes com la dinàmica de grup i l'autogestió, formés part dels orígens de les diferents pedagogies institucionals.

### Reconeixement i últims anys de Célestin Freinet
El 1964 l'escola Freinet de Vence va ser reconeguda oficialment per decret com a escola primària experimental. Aquell mateix any, Freinet va presentar les seves propostes sobre les màquines d'ensenyar, l'ensenyament programat i la programació a través del "Centro Internacional de Programación de la Escuela Moderna", fundat per ell, creant les cintes d'ensenyament; programes individuals que contenen tant fitxes autocorrectives com test.
El Congrés del 1965 de Brest, dedicat al tema de l'escola laica, va ser l'últim al qual va acudir Freinet. Célestin Freinet va morir el 8 d'octubre del 1966.
Els associats a l'Escola Moderna, tenint en compte les paraules i els escrits de Freinet; que mostraven el desig d'una ensenyança menys frustrant i d'un aprenentatge més gratificant i profitós, van voler seguir donant vida al moviment, ja que aquesta era, segons ells, la millor forma de donar tribut al pedagog.
Actualment, la RIDEF organitza la Trobada Biennal de la Reunió Internacional dels Educadors Freinet on es concentren educadors de tot el món en un mateix espai per compartir coneixements, realitzar tallers i explicar les seves experiències amb l'ensenyament lliure i col·laboratiu.

## Trencament amb l'escola tradicional
Célestin Freinet volia trencar amb la pedagogia tradicional mitjançant el desenvolupament d'un nou model educatiu: l'Escola Moderna. Per aquest mateix motiu, va fer una crítica a les característiques de l'escola tradicional que li van servir per conformar unes de noves dins de l'escola moderna.
Mentre l'escola tradicional optava per ensenyar, instruir i adoctrinar, l'Escola Moderna defensava una educació més lliure. Segons Freinet, l'educació podia ser transformadora si s'aplicava i desenvolupava en la pràctica, en contacte directe amb el desig d'aprendre.

### L'escola tradicional
El mètode tradicional es defineix com aquell que s'oposa a la vida, en el sentit que no mostra la realitat, ja que és un procés d'aprenentatge que es basa a emmagatzemar un contingut descodificat perquè l'alumnat l'assimili.
Segons Célestin Freinet, aquest mètode havia quedat estancat en el passat i s'havia de modernitzar, i d'aquí ve el nom posterior d'Escola Moderna. L'educació havia d'estar relacionada amb la realitat, si els temps havien canviat, l'escola també ho havia de fer. Freinet afirmava que "una pedagogia moderna ha d'adaptar-se als canvis que han transformat la vida dels pobles" (Freinet, 1978, p. 6).
Freinet volia eliminar la visió tradicional de l'estudiant passiu en la qual no es dona importància a la personalitat, ni els interessos ni les capacitats, sinó que l'única meta és rebre i retenir informació; a més volia canviar el rol del o la mestre/a per tal que hi hagués un canvi en l'ensenyament.
També feia una crítica a la imatge mostrada dels nois i les noies, no es tenia en compte la seva autonomia, eren tractats i tractades com imperfectes que necessitaven els adults per aprendre i, que no sabien construir el coneixement per si mateixos.
El pedagog criticava a les lliçons i els llibres de text que aquest mètode inclou. Freinet afirmava que les primeres saturaven els i les alumnes, limitava la seva creativitat i eren una mostra que no es tenien en compte les necessitats del nen o la nena en el procés d'aprenentatge, donant una imatge del professorat com el posseïdor del coneixement i, dels i les alumnes, com uns ignorants. Pel que fa als llibres de text, eren considerats unes eines ideològiques i dogmàtiques que limitaven la llibertat del o la alumne/a per construir el seu propi coneixement. Ni les lliçons ni els llibres de text tenen en compte l'entorn i les característiques dels i les alumnes, això vol dir, que no fomentaven una educació integradora.
En la crítica de l'escola tradicional apareixien molts pedagogs i pedagogues, professors i professores, psicòlegs i psicòlogues, biòlegs i biòlogues… que publicaven, experimentaven i construïen alternatives escolars. A més de Freinet, autors i autores com Montessori, Decroly, Ferrer i Guàrdia, Makarenko, Piaget i Pestalozzi, entre d'altres, van plasmar amb els seus llibres una gran quantitat d'alternatives a l'educació.
En definitiva, l'escola tradicional es basava en l'autoritat de l'ensenyament i els coneixements, i no en la reflexió i el raonament, estava limitada a la memorització. Una altra millor opció seria el tempteig experimental; un aprenentatge significatiu que trenca amb el memorístic i està vinculat a la vida.

### L'Escola Moderna

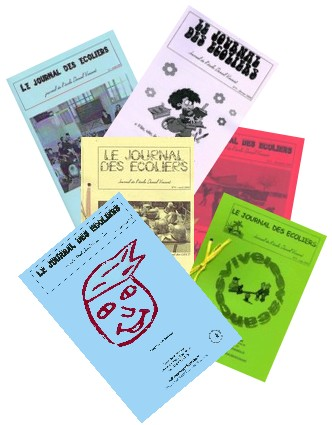
Diaris escolars (2006-2007)

L'Escola Moderna és un projecte educatiu de pedagogia crítica que estimula la creativitat a través de la investigació i el descobriment. Crea una nova visió de l'escola a través de la igualtat i la democràcia amb, indirectament, una nova visió de l'alumnat, l'escola i la societat.
En la utilització de les tècniques Freinet hi havia un sector minoritari que pretenia canviar l'escola tradicional, ja que estaven preocupats en treballar la renovació pedagògica posant en pràctica aquesta metodologia i fent servir les nombroses tècniques. Calia però, trencar amb les metodologies tradicionals i apostar per l'Escola Moderna.
Famílies i educadors, conscients dels canvis i les diferents necessitats i possibilitats, reconsideren els problemes de l'escola tradicional i així apareix l'Escola Moderna. Va suposar un canvi profund en els processos psicològics i a la pedagogia, deixant que l'infant experimenti en contacte amb la vida i les regles que li envolten.
L'Escola Moderna pretenia superar tots els errors i insuficiències que tenia l'escola tradicional, ja que en l'Escola Moderna s'insisteix més en l'adaptació de les necessitats en cada moment. Les principals característiques de l'Escola Moderna són:
1. Classes amb un nombre reduït d'alumnat.
2. Aules més grans.
3. L'espai com una condició essencial per a l'educació.
4. L'autofinançament.
5. Uns programes i horaris.
6. La democratització, per tal que tothom pugui arribar tan lluny com les seves capacitats li permetin.[3]

Freinet va percebre que la naturalesa del nen o nena no es diferenciava de la d'un adult, és a dir, aprenen de forma molt semblant. Per això, en aquest mètode, el nen o nena és una persona amb grans capacitats i suficients habilitats per aprendre de manera autònoma, a això feia referència Freinet dient que el centre de l'escola es trobava en l'alumnat i no en les assignatures.
Relacionat amb les tècniques d'ensenyança i la necessitat de superar el que és tradicional, Freinet comentava que a cap infant o adult li agrada que li imposin la realització de tasques sense sentit, en canvi, sí que els agraden les que consideren que són de gran rellevància per les seves pròpies vides i el dia a dia.
Proposa la realització d'activitats que respecten els interessos de l'alumnat perquè cadascun d'ells tregui profit de les classes. Són importants la motivació i curiositat dels i les alumnes, i per tant, que els i les mestres les provoquin.
Deixa enrere les lliçons magistrals i fomenta la curiositat i creativitat, ja que els nens i nenes són més receptius amb tècniques que els permeten reflexionar i experimentar. Aquest tipus de mètode permet el desenvolupament dels i les estudiants com a éssers actius i participatius.
Es substitueixen les lliçons per tècniques més actives, participatives i efectives, basades en el tempteig experimental, obtenint així l'aprenentatge partint de la investigació, l'experiència i experimentació; el diari escolar és un clar exemple. A més, afavoreix el contacte amb la realitat i la connexió entre teoria i pràctica.
Les tècniques Freinet formen part d'aquesta metodologia innovadora que promou la idea que l'objectiu de l'escola és desenvolupar el potencial de tot l'alumnat amb una educació que facilita el creixement personal i no l'assimilació de coneixement.
La seva proposta pedagògica encara persisteix en tot el món mitjançant els Moviments de l'Escola Moderna i les Xarxes Freinet. Aquestes impliquen que col·lectius d'educadors i educadores realitzin reunions anuals per compartir pràctiques, considerades necessàries en la vida escolar diària, i saber pedagògic.

#### La llibertat d'expressió
El concepte de llibertat d'expressió entès com la necessitat i el desig que té l'ésser humà de comunicar-se i expressar-se en els llenguatges escrit, oral, corporal o el del disseny; tenint en compte que hi ha factors externs que influeixen en la vida i en la formació d'aquest. La pedagogia Freinet es basa en el principi del "Profund respecte pel nen o nena", això vol dir que es fa especial atenció als interessos dels nens i les nenes i se'ls proposen situacions per tal que adquireixin un coneixement efectiu dels continguts perquè els serveixi per comprendre la vida.
Freinet creia en la capacitat creadora dels humans i per això estimula la llibertat d'expressió en totes les seves tècniques. D'aquesta manera, pretén aconseguir una educació que aporti un desenvolupament integral als i les alumnes. Aquesta educació integral engloba els aspectes cognitius, afectius, motors i socials; és global i no només té en compte el que és cognitiu.
Gràcies a la llibertat d'expressió es crea un ambient d'harmonia amb alumnat involucrat en les seves tasques i on la curiositat i el desig d'aprendre nous conceptes són presents a l'aula. És a dir, la classe es considera un espai per aprendre, reflexionar i créixer amb la resta; permetent que els i les alumnes s'expressin i desenvolupin les seves habilitats.
S'han de satisfer les necessitats vitals perquè l'alumnat vulgui aprendre. Segons Freinet, aquestes necessitats vitals són crear, expressar-se, comunicar-se, viure en grup, tenir èxit, actuar-descobrir i organitzar-se; fet que crea certa motivació i interès per produir coneixement sense seguir cap model imposat.
Els nens i les nenes neixen amb creativitat i l'escola és l'encarregada d'oferir-los la possibilitat que exposin lliurement els seus pensaments, somnis… amb els textos lliures o altres tècniques. Així que, s'utilitza la llibertat d'expressió com un mitjà on es mostren els sentiments, vivències i coneixements i aquesta forma d'expressar-se permet conèixer millor a l'alumnat.
El fet de poder actuar lliurement no produeix la manca de concentració i interès per part de l'alumnat; al contrari, els i les alumnes estan concentrats i involucrats en la seva feina. Freinet proposa tècniques que permeten la lliure expressió, i els seus beneficis, a l'aula.

## Tempteig experimental
El tempteig experimental és de gran importància dins la Pedagogia Freinet. Inclou tècniques actives i participatives, ja que té com a objectiu fomentar la recerca per després construir un aprenentatge significatiu a partir de l'experimentació, l'experiència i la investigació. Aquest aprenentatge manté una relació estreta amb els sentiments, l'afectivitat i les vivències de l'alumnat, és a dir, ha d'estar vinculat a la vida i no basar-se en la memorització de conceptes i continguts. A més, es produeix sempre que es responguin a les necessitats del nen o la nena que aprèn.
En el llibre Ensayo de Psicología sensitiva, Freinet va dir que “el tempteig experimental és la base del creixement i desenvolupament humà” (1977, p. 226). Per tot això, parlem del tempteig experimental com a motor del procés d'ensenyança i aprenentatge.
Des de la Pedagogia Freinet, es tractaven els mètodes naturals; que incloïen les seves tècniques educatives. El mètode natural és una proposta metodològica centrada en el fet que el nen o nena guiï el seu propi aprenentatge a través de l'experiència, d'aquesta manera les idees i conceptes estan basats en la vida quotidiana dels i les alumnes. Té com a base la llibertat d'expressió i fomenta la creativitat, curiositat i motivació.
Aquest tipus de mètode condueix als i les alumnes cap al coneixement i per això l'aprenentatge s'adapta a les diferents necessitats i possibilitats de l'alumnat. Sobre els mètodes naturals, Élise Freinet deia: "El principal serà conservar i estimular en el nen totes les energies vitals, fer del treball escolar un veritable enriquiment intel·lectual i moral" (1978, p. 59).
Destacar també la importància de la cooperació dins d'aquest mateix concepte. La cooperació escolar té lloc quan l'alumnat assumeix l'organització de l'activitat i participa en els processos de planificació, les formes d'organització per la realització d'aquestes tasques i, per acabar, en l'avaluació.
Els mètodes naturals poden aplicar-se a qualsevol de les assignatures donades a l'escola; alhora és vàlid per l'aprenentatge de la llengua oral i escrita o el dibuix, però des de la perspectiva de les ciències destaquem el tempteig experimental; desenvolupat a conseqüència de l'experimentació i el descobriment, i considerat la base de tots els mètodes naturals. El tempteig experimental és una forma d'apropar-se i comprendre la realitat a través de l'experimentació donant també importància a la creativitat; aconseguir que l'aprenentatge es doni a partir del descobriment per ser el moment en què els nens i nenes estan més actius, receptius i motivats per la curiositat.
El tempteig experimental és la principal font d'aprenentatge de l'alumnat. S'adapta a les necessitats dels nens i les nenes, possibilita que estiguin actius envers el coneixement, implica un procés d'adquisició autònoma de nous coneixements (des del conegut cap al desconegut). En definitiva, és on el nen o la nena forma la seva personalitat i intel·ligència mitjançant tasques amb sentit i objectives que satisfan la necessitat d'expressió i comunicació i motiven la creació.
El procés a seguir és que primer s'ha d'aprendre per tempteig i després conèixer les bases, és a dir, una vegada tenim la creació és quan ja sorgeixen la comparació, l'explicació i el pensament. Per això mateix, la figura del o la mestre/a és fonamental com a facilitador de determinats escenaris d'aprenentatge i mediador en el contacte entre l'alumnat i el món.

## Tècniques Freinet

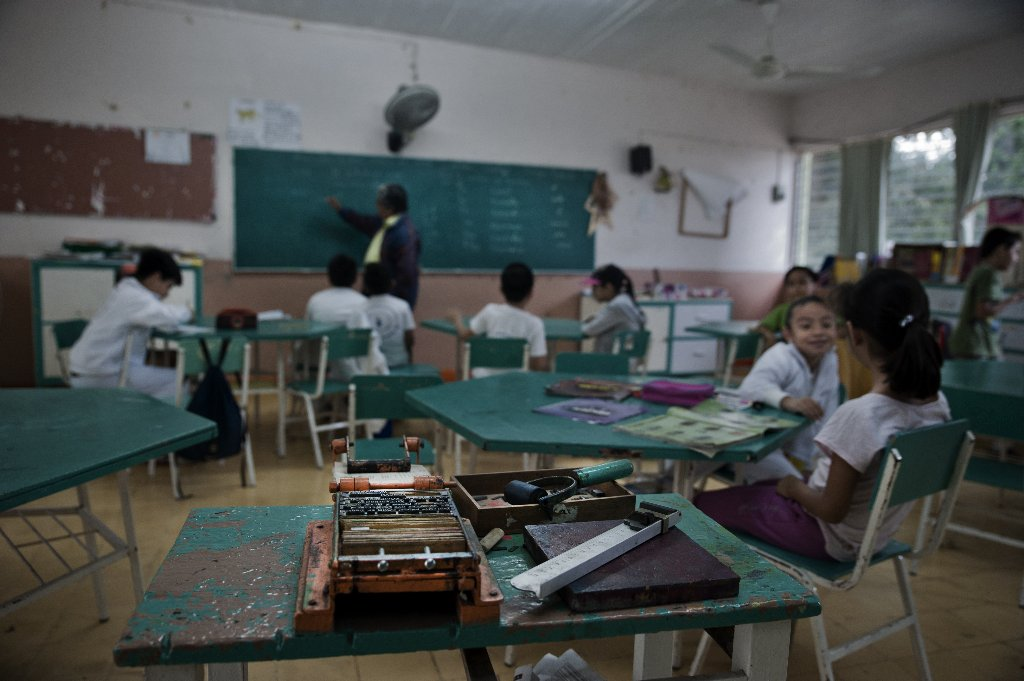
La tècnica de la impremta a l'Escola Experimental Freinet de Mèxic (2013).

Célestin Freinet va comprovar que les pràctiques escolars; com la rigidesa del pla d'estudis i les activitats repetitives, centrades en la memorització, no tenien sentit en la vida de l'estudiant. Per aquest mateix motiu, va proposar un model d'ensenyança-aprenentatge centrat en la llibertat dels i les alumnes i, per tant, apartat de l'autoritat de l'escola, la família i tot el que és social i ideològic. Incloïen en l'aprenentatge la motivació, la funcionalitat i l'ecològic. Per Freinet, la seva pedagogia era una recerca constant.
Les tècniques relacionen l'alumnat amb el mateix món i la vida. Freinet tractava els éssers humans com éssers de la naturalesa, pel comportament semblant amb els animals i les plantes. A més, va comparar la idea de l'aprenentatge d'un nen o nena amb la del creixement d'un arbre i el naixement dels seus fruits. Si un savi afegeix substàncies a un arbre durant el seu creixement, obtindrà uns fruits verinosos, en canvi, si selecciona la llavor correcta segons la necessitat de l'arbre, sorgiran uns fruits sans; imposant unes normes i obligant a l'alumnat a aprendre allò que no vol, s'obtindran uns resultats no gaire satisfactoris.
Destacar la importància d'aquesta metodologia en comparació a les altres per promoure una millor adaptació, un increment del rendiment i menors despeses pel que fa a la instal·lació i el funcionament de l'aula; la vinculació entre totes les tècniques (la necessitat mútua entre aquestes) i la possibilitat de ser desenvolupades en tots els àmbits i tipus d'alumnat possible, encara que s'aplicaven sobretot en l'educació preescolar i primària. Amb tot això, es pot dir que modifiquen tant la vida de l'alumne o alumna com la del mestre o la mestra.
Principalment, Freinet prenia com a referències a Dewey i Decroly però, com va dir la seva dona Élise (1979), va acabar superant als darrers pensadors per seguir defensant la idea d'ensenyar als nens i les nenes a què es reconeguin a si mateixos, als seus pares i al món que els envolta.
Fer diaris, textos o dibuixos lliures i assemblees, utilitzar tècniques d'impressió, comunicar-se amb altres escoles mitjançant la correspondència escolar, fer servir material autocorrectiu, sortir de l'escola per gaudir o aprendre de la naturalesa, tenir una biblioteca a la classe, utilitzar un pla de treball, investigar el medi. Aquestes tècniques han contribuït actualment a renovar les pràctiques tradicionals en altres alternatives amb les quals s'obtenen millors resultats; a reconèixer la teoria i la pràctica com a moments d'un mateix procés; al compromís de l'escola pública; a promoure l'experimentació dins l'aula i al desenvolupament de moviments basats en el mètode Freinet però adaptats a les característiques de cada alumne/a i país.

### Text lliure
El text lliure és una tècnica que consisteix a redactar un escrit de tema lliure. Cal motivar els i les alumnes per triar un tema interessant, ja que així veuran que el text resultant té una finalitat i funció: comunicar-se i informar a tota mena de públic. D'aquesta manera, la nena i el nen experimenten la necessitat d'escriure i expressar-se. Un cop la necessitat ja hi és, el mestre i la mestra cal que sàpiguen com treure'n profit per convertir els textos en material educatiu. Una manera de fer-ho és mitjançant les altres tècniques Freinet com la correspondència interescolar i el diari escolar, que donen una utilitat més visible als textos lliures. Emprant les diferents tècniques regularment s'aconsegueix que el text lliure sigui el centre del treball escolar i no un element complementari. Freinet ho resumia així: 
“El text lliure només té avantatges, sobretot si, mitjançant la impremta, el diari escolar i els intercanvis, permet l'aprenentatge natural de la lectura i de l'escriptura, fórmula ideal per a la pedagogia d'avui i de demà” (Freinet, 1972, p. 29)
El text lliure permet conèixer d'una manera més profunda la vida i l'entorn del nen o la nena i, a més, és una valuosa eina per exercitar la creativitat i millorar el desenvolupament del pensament infantil. S'ha de destacar que Célestin Freinet considerava que calia donar importància a la vida i entorn de l'alumnat, sobretot d'aquell més afectat per l'escola tradicional i que era incapaç de redactar un text lliure, per intentar que es retrobi amb la creativitat i els seus interessos.

#### El text lliure en escoles maternals i llars d'infants
El text lliure que s'ubica en escoles maternals i parvularis té un èxit espectacular perquè és el més senzill de dur a terme: és oral. Per començar, quan els i les alumnes entrin a l'aula i expliquin el que els va passar el dia anterior o qualsevol anècdota, el professor o la professora els escoltarà atentament per detectar les històries més interessants. Així es podrà redactar un text de fins a tres línies al principi que, a mesura que vagin passant els mesos, s'anirà allargant. Alhora, aquest text pot acompanyar o explicar dibuixos lliures.
Un cop hi ha la idea triada, s'escriu el text a la pissarra i que serà la base dels treballs previstos. A més, l'alumnat estarà motivat perquè el text lliure no es queda a la pissarra sinó que el passaran a la impremta.
El text lliure escrit apareix naturalment, ja que es fomenta la necessitat de comunicar des de ben petits amb el text lliure oral. Cal saber desxifrar el pensament del nen o nena per tal que el text assoleixi la seva finalitat comunicativa. L'autor/a del text el podrà llegir davant de tota la classe i si s'encalla o es posa nerviós/a el mestre o la mestra ha d'encoratjar-lo perquè segueixi i/o ajudar-lo. Un cop s'han llegit tots els textos, es voten els millors i el guanyador serà imprès en la impremta. La tasca docent aquí és necessària per fer que cada alumne/a tingui un text imprès i, per tant, vegi que la seva feina és bona. Després caldrà arrodonir el text: reconstruir frases, qüestions gramaticals, etc. on sobretot es treballarà la lectura.

#### El text lliure en el curs Preparatori, Elemental, Mitjà i Superior
Arribats en aquest punt, l'alumnat ja és capaç de redactar un text; la qüestió està a fer que adquireixin les nocions i coneixements que calen a cada curs. En aquests cursos, el text ha de ser lliure (de temàtica lliure) però ha d'estar treballat i ben expressat. L'alumne/a pot optar per llegir el text en brut davant de tota la classe o ensenyar-lo al professor o professora per tal d'enriquir el seu pensament i tenir ajuda per expressar millor la seva idea. Segons apunta Freinet, al principi serà el mestre o la mestra qui aporti gran part del text final però la part fonamental és que l'alumne/a que l'hagi escrit hi reconegui la seva idea.
L'abundància del text lliure dependrà de la motivació implícita que hi hagi: si només es treballa el text lliure com un element aïllat, no tindrà gaire èxit. En canvi, si es treballa el text lliure, la correspondència interescolar, l'impremta, etc. hi haurà un grau de motivació més elevat.
Célestin Freinet recomana que cada dia o cada dos dies hi hagi textos lliures nous perquè si no l'entusiasme s'apaga i cada cop s'escriurien menys textos lliures i es veurien com un deure.
Els textos no escollits poden ser arxivats a l'àlbum-classificador de la classe, poden ser mecanografiats, etc. És a dir, no queden en l'oblit.
Després d'haver passat per una o diverses votacions, el text seleccionat suposarà la base del treball i el mestre o la mestra ha de ser flexible per assegurar que el treball no sigui destorbat per l'organització de les classes.

### Impremta escolar

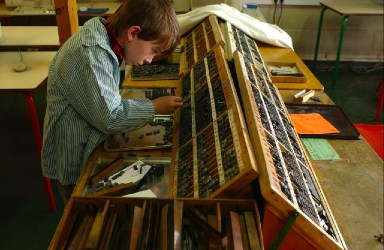
La impremta escolar, base de les tècniques Freinet.

Freinet buscava una fórmula que li permetés convertir el text infantil en alguna cosa permanent. La impremta escolar va resultar ser la solució, a més, que situava al nen o la nena en el centre de l'activitat escolar.
Un dels objectius que es pretén aconseguir amb la impremta és la modernització de l'ensenyament mitjançant la utilització a l'escola dels mitjans de comunicació més actuals (d'aquella època); de manera que amb la impremta fa que els moments més memorables dels nens i les nenes quedin fixats amb el pas dels anys. Aquesta impremta escolar fomenta la creació de cultura, inclòs l'escrita, per part tant del mestre o mestra com dels nens i les nenes.
Des del punt de vista didàctic, la utilització de la tipografia s'emmarca en un concepte social i comunicatiu del llenguatge humà. La impremta a l'escola és el millor instrument de la socialització.
La materialització del text lliure es realitza a través de la impremta: el procés va des de la creació literària, passant per la correcció, la composició tipogràfica, la impressió fins a arribar a elaborar els llibres que ells mateixos utilitzen després pel text lliure. D'aquesta manera, s'elaboren lieros de vida amb textos elaborats pel mateix alumnat.
Permetia l'aprenentatge de la lectura i l'escriptura de manera natural i espontània, un ambient de col·laboració, cooperació i solidaritat i uns espais per a la comunicació lliure dels mateixos i les mateixes alumnes.
La seva combinació amb el text lliure i la correspondència interescolar té una implicació a la vida del nen o la nena, ja que aquests tipus de tècniques provoquen en ells o elles l'expressió espontània de les seves experiències diàries.
De fet, la impremta és un treball lliure i responsable del qual els nens i les nenes se senten orgullosos sabent que les seves idees i els seus pensaments es troben plasmats i podien ser llegits per la família, amics i amigues, companys i companyes de classe.

### Diari escolar

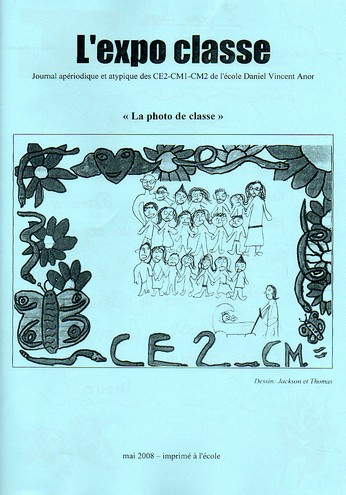
Primera pàgina d'un diari escolar (2008).

"El diari escolar és un recull dels textos lliures, realitzats i impresos dia a dia segons la tècnica Freinet i agrupats a final de mes amb una coberta especial pels abonats i corresponsals" (Freinet, 1977, p. 19).
El diari escolar, també anomenat llibre de vida, és el registre de les activitats escolars realitzades diàriament, és a dir, la col·lecció dels textos lliures, en el que l'alumnat li dona el seu toc personal i característic. Per tant, forma part d'un procés col·lectiu llarg i difícil que necessita moltes hores de feina i molt esforç però que, a la vegada, també aporta una gran quantitat d'avantatges a l'alumnat.
És preferible que la realització d'aquests diaris escolars sigui durant els primers cursos d'educació primària; en els nivells superiors s'edita un diari; això implica que estigui ben imprès, ordenat, numerades les pàgines, il·lustrat i sense errades, i per tant, és una activitat més objectiva.
Entre els avantatges, destacar que suposava el desenvolupament d'un treball en grup que fa que els nens i les nenes hagin de col·laborar, una activitat útil per a la redacció, l'ortografia i la gramàtica; a més de ser afectiva; ja que l'alumnat tractava els seus sentiments i les seves sensacions, igualment era una crítica a tot el que és imprès.
Una altra de les característiques a ressaltar sobre els quaderns escolars, a més de la manera en què es realitzen, és que, al principi, van ser impresos en quartilles de paper amb el gruix i la textura apropiats per a la impremta. Utilitzaven el tipus de lletra que els facilitava la Cooperativa española de la Técnica Freinet i el contingut del quadern varia segons l'edat: més petit pels més grans i més gran pels de menys edat. Els títols són escollits pels mateixos i les mateixes alumnes, acostumen a ser suggeridors, vius i acolorits, i representen la realitat escolar. L'esquema seguit per a tota composició és el d'intercalar entre els textos, dibuixos, en blanc i negre o acolorits en blau, verd, vermell o groc com un complement dels textos.
Encara que habitualment s'utilitzaven els materials proporcionats per la Cooperativa, hi havia professors, que per qüestions econòmiques, no podien formar part d'aquesta o no tenien les eines adequades pel treball a la impremta. En aquest cas, utilitzaven altres de més econòmiques i bàsiques, servien igualment però els resultats no eren tan bons com en els altres casos.
El text lliure i el diari escolar van fer pensar a Freinet sobre l'eliminació dels llibres de text per tal de substituir-los per llibres escrits i impresos pels mateixos nens i nenes.

### Correspondència interescolar
La correspondència interescolar consisteix en l'intercanvi de cartes entre dues classes que han de pertànyer a entorns i contextos diferents per poder realitzar una comparació d'experiències a partir del coneixement del propi context. És a dir, s'estableix una comunicació oral o escrita; mitjançant gravacions o cartes, respectivament, entre dos grups de diferents escoles, i s'aprenen costums d'altres llocs diferents.
Afavoreix una nova visió de l'entorn que inclou la reflexió d'un mateix, el judici crític i la preocupació vers la resta. És una manera de motivar als i les alumnes, ja que els donen valor a les seves creacions i aprenen per la quantitat d'informació que reben.
Amb aquesta tècnica la lectura i l'escriptura prenen gran importància. Totes les activitats escolars es troben relacionades amb la correspondència pel seu caràcter comunicatiu. L'enviament de cartes inclou una part individual i col·lectiva. Cada alumne/a envia una carta al seu corresponsal i la classe envia als companys d'una altra escola mitjançant àlbums, cartes col·lectives i textos impresos.
Els beneficis psíquics que aporta són la superació de l'egocentrisme infantil, els llaços afectius que afavoreixen el desenvolupament personal.
Va ser el millor complement del text lliure i la impremta escolar, amb aquesta eina es donava una visió més internacional: el que els i les alumnes escrivien era llegit per altres escoles d'Espanya o altres països, que també seguien aquest mateix procés. Això propiciava el coneixement de realitats diferents.

## Participació del/la professional de l'educació
Per introduir-nos una mica en l'època, ser un destacat mestre/a d'escola, com ho era Freinet, li donava una característica especial, ja que estem parlant d'una època on ser mestre/a d'escola més que un ofici era una càrrega que s'arrossegava com una llosa, El seu prestigi social o tot el que avui en dia diem desenvolupament professional estava per terra. També Freinet va participar en la lluita constant de prestigiar l'ofici d'educar.
La diferència de Freinet pel que fa a altres pedagogs i pedagogues contemporanis és la manera de veure l'educació, mostrada als seus textos, ja que trenca amb la idea de veure al nen o la nena com un ésser petit i inútil que cal adoctrinar, sotmetre i redreçar, i com una tabula rasa que s'ha d'omplir. Tot i això, és el primer que parla que l'educació ha de partir del context i l'escola feta pel nen o la nena i no pel professorat, a més de la creació de cooperatives, institucions d'estudi sobre l'escola, l'edició de llibres i de revistes; tasques considerades importants per Freinet i que encara perduren. Estan presents en els moviments de Renovació Pedagògica i les cooperatives de mestres que, en gairebé tots els països, continuen agrupats per innovar i ajudar-se en el treball escolar. La cooperativa de mestres i la cooperativa escolar són aportacions freinetistes a una nova forma de veure la realitat social i una lluita contra l'individualisme irritant de l'escola tradicional.
Es defensa la idea de construir una escola adequada als nens i les nenes, al seu aprenentatge i no a l'inrevés com s'havia concebut l'escola des dels temps remots. El mestre o la mestra no és un individu inabastable ni amb els coneixements absoluts: l'alumnat pot ensenyar al professorat a més d'aprendre d'ell.
En el cas del text lliure, el professorat ha d'ajudar a l'alumnat amb els textos i no destacar-li tots els errors El nen o la nena, mitjançant el tempteig experimental i l'ajuda del professor o la professora, anirà progressant en l'elaboració dels textos. Quan veu innecessària l'ajuda en certs aspectes, la rebutja i demostra que és capaç de fer-ho ell sol.
L'alumnat sempre té èxit i té l'oportunitat de millorar. No s'ha de deixar que fracassi, si és necessari amb una gran ajuda que, progressivament anirà prescindint d'ella. Cal que s'expressi lliurement dins de les seves capacitats i que treballi amb ajuda si és necessària.

## Organització a l'aula

### Estructura de la jornada i del curs
Freinet, en el seu llibre Técnicas Freinet de la escuela moderna, relata com és el dia a dia d'una classe seguint les seves tècniques. Comença la jornada amb l'entrada de l'alumnat, sense cap mena de formalitat com ara files, ordre alfabètic, etc. Els i les alumnes conversen sobre les seves descobertes i s'asseuen. A continuació, els i les companyes que hagin portat un text lliure, el podran llegir mentre la resta, si així ho desitja, podrà fer un dibuix lliure, buscar informació a documents, etc. D'aquesta manera, poden estar escoltant i fer una altra activitat al mateix temps. Els dibuixos més interessants inclús poden ser arxivats en el Llibre de Vida. En finalitzar la lectura, es voten els textos i en surt un de guanyador, que és el que serà imprès l'endemà. A continuació, es procedeix a treballar segons l'establert cooperativament als plans de treball.
Hi ha diferents plans de treball: el general, l'anual, els setmanals i els quotidians. El pla general són ajuda al professorat a determinar quins tipus d'activitats poden proposar segons els temes que sorgeixin en els textos. Els plans anuals determinen els continguts que s'han d'haver treballat en finalitzar el curs. Els plans setmanals determinen les activitats que es faran al llarg de la setmana i els plans quotidians se centren en només un dia. Aquests últims es caracteritzen principalment pel fet de deixar temps a l'alumnat per treballar sense pressions ni terminis molt estrictes.
Per acabar, Freinet defensa una ràtio màxima de 25 alumnes per professor/a; en cas contrari, cap mètode o aplicació de tècniques és efectiu.

#### Exemple actual: l'escola d'educació infantil de Cubatão (Brasil)
A l'escola d'educació infantil de Cubatão (Sao Pablo, Brasil) es treballa amb les diferents tècniques Freinet. Comencen el dia amb la Roda de Conversa, on l'alumnat i el professorat dialoguen sobre fets i esdeveniments de dins i fora de l'escola. Hi ha una part on els i les alumnes comparteixen notícies de caràcter més personal, una altra on s'organitza la jornada i una última roda de conversa on s'avalua el dia.
Després de la primera roda de conversa, es llegeix el text del dia, seleccionat per la professora. A continuació, es tria l'ajudant del dia i les feines que se li encomanen. També es voten els textos i notícies que han portat els i les alumnes, ja que el guanyador es transcriurà a l'ordinador i s'imprimiran còpies per a tothom. A més, cada alumne/a realitza un dibuix amb la seva comprensió personal sobre el text. Un cop tenen 20 o 30 textos a l'arxiu, cada infant els ordenarà com cregui i n'obtindrà el seu propi diari escolar, que se l'endurà a casa.
També realitzen classes-passeig, on interactuen fora de l'espai físic escolar, tant dins de l'entorn local com a altres ciutats. Dins la classe hi ha racons: el de la lectura, el dels jocs, dibuixos lliures i altres de variables durant el curs.
Es reserva una part de la jornada a afegir un capítol al llibre de vida, en el qual l'alumnat cada dia afegeix el contingut que creu més adient. Cal afegir que l'escola relaciona tot el treball al voltant d'una temàtica en concret, alguns exemples són els següents: els animals, el Sol, etc.

### Distribució física
L'espai físic de les classes Freinet acostumen a estar dividides en dues parts: la part dels pupitres i la part dels tallers. Célestin Freinet explica com, amb la seva voluntat de trencar amb l'escola tradicional, elimina la tarima. Establint així una relació més igualitària entre alumnat i professorat. Tot i això, hi ha un espai entre la pissarra i els pupitres per dirigir-se a la resta de la classe, ja sigui per part de l'alumnat com del professorat. Apareixen els tallers dins l'aula: la impremta, la pintura, la ceràmica, la biblioteca, etc. Aquests tallers venen determinats, en alguns casos, per l'edat de l'alumnat. També trobem que les parets contenen molts treballs dels i les alumnes, ja siguin dibuixos, textos, etc.

## Situació del Mètode Freinet a Espanya
El moviment va trobar una gran acollida a Alemanya, Itàlia, Portugal i Espanya; així, Espanya no era immune a aquestes influències. Durant la Segona República (1931-1936) els vents de canvi (renovació pedagògica) que van acompanyar el règim de les noves tècniques didàctiques de França van ser ben rebudes, especialment a les escoles rurals.
Així, molt aviat, va sorgir un incipient moviment de professors i professores freinetistes. En poc temps, es va convertir en un grup de valerosos i educadors preocupats, disposats a col·laborar i estar en comunicació constant, organitzats al voltant de la Cooperativa Espanyola de la Tècnica Freinet per ser capaços de lluitar per una escola veritablement popular - animada, dinàmica, adaptada als interessos i necessitats dels nens i les nenes, guiats pel sentit comú, renovats, oberts a la influència del medi ambient i capaç d'ajudar els i les alumnes a desenvolupar "la seva personalitat tan plenament com sigui possible dins d'una comunitat racional a la qual serveix i que li serveix […] per crear una societat harmoniosa i equilibrada" (Freinet, 1972). A més d'incorporar el text gratuït, la impremta escolar, la correspondència interescolar i altres tècniques en la seva docència, els educadors espanyols van seguir els passos organitzatius de la Coopérative de l'Enseignement Laïc (CEL).
No obstant això, la prometedora carrera del moviment Freinet es va reduir el juliol del 1936. La Guerra Civil havia començat, i juntament amb això, les execucions, les purgues i els exiliats. Aquest va ser el punt final que va acabar amb l'experiment freinetista a Espanya: el 15% dels professors i les professores es van exiliar.
La repressió es va permetre romandre a Espanya; el 6% estava estigmatitzat com a persones hostils al Règim; el 36% del professorat era expulsat definitivament del servei docent; i el 3% va ser executat. No va ser fins a mitjans de la dècada del 1960 quan la cultura escolar freinetista va tornar a aparèixer a l'escenari.